# Bassania umbrimargo
Bassania umbrimargo là một loài bướm đêm trong họ Geometridae.